# Kevin Howarth
Kevin Howarth és un actor de cinema britànic, conegut pels seus papers de Max a The Last Horror Movie, Peter a Summer Scars i Viktor a The Seasoning House.

## Carrera
Howarth va assistir a l'Acadèmia Webber Douglas d'Art Dramàtic a Londres, on hi es va graduar amb distinció.

## Filmografia
- Cash In Hand (1998) - Ripper
- The Big Swap[2] (1998) - Julian
- Razor Blade Smile[3] (1998) - Platinum
- Last Orders (curt) (2000)
- The Ghost of Greville Lodge (2000) - Billyboy
- Whacked (curt) (2002) - Karl Ryan
- Don't Look Back (2003) - The Stranger
- The Last Horror Movie[4] (2003) - Max Parry
- The Lord of the Rings: The Return of the King (2003) - veus
- Cold and Dark (2005) - Ombra de Mortimer
- Summer Scars[5] (2007) - Peter
- Burlesque Fairytales (2010) - Jimmy Harrison
- Two Peas  (curt) (2010) – Pare de Mary
- Brave (2012) - veus de personatges
- Gallowwalkers[6] (2012) - Kansa
- The Seasoning House[7] (2012) - Viktor
- The Magnificent Eleven (2013) - Vince

## Televisió
- The First Olympian (2004)
- If... (sèrie de televisió) temporada 2 Episodi 3: If...Drugs Were Legal (2005) - Daniel Kandinski
- Revealed – The Captain Bligh Conspiracy (2007) - James Morrison

## Videojocs
- Wipeout Pure (2005) – Veu principal masculina
- Spartan: Total Warrior (2005) - Tiberius
- Anno 1701 (2006) – diverses veus
- Clive Barker's Jericho (2007) - Additional character voices
- The Witcher (videojoc) (2007) – Soldat Temerian /Jove Ric (versió anglesa)
- Wipeout Pulse (2007) -veu principal masculina
- Rhodan: Myth of the Illochim (2008) - Ara Mediker Eol Toregent
- Memento Mori (videojoc) (2008)
- Anno: Create A New World (2009) - William Riley
- Trine (2009) - Amadeus el bruixot
- Venetica (2009) - Veu (versió anglesa)
- Trine 2 (2011) - Amadeus el bruixot
- Jack Keane 2: The Fire Within (2013) - Umbati
- The Raven (video game) (2013) - David Kreutzer (versió anglesa)
- The Wolf Among Us (2013-2014) - Georgie Porgie
- Risen 3: Titan Lords (2014) - Character voice
- Elden Ring (2022) - Alexander

## Premis
- 2004 Premi al millor actor – New York City Horror Film Festival (The Last Horror Movie)
- 2004 Premi al millor actor – Buenos Aires Rojo Sangre International Film Festival (The Last Horror Movie)
- 2004 Premi al millor actor – Eerie Horror Film Festival (The Last Horror Movie)
- 2007 Premi al millor actor – Montevideo Fantastico Film Festival (The Last Horror Movie)
- 2007 Premi al millor actor – Austin Fantastic Film Festival (Summer Scars)
- 2015 Nominada al millor conjunt vocal en un videojoc - "BTVA Video Game Voice Acting Award" (The Wolf Among Us)